# Menteşeli Ahmet
Tadj al-Din Menteşeli Ahmet fou emir i beg dels menteşeoğulları del beylik de Menteşe-oğlu. Era fill de Menteşeli İbrahim al que va succeir al morir vers el 1358 a Makri i Marmaris (el sud dels territoris de la dinastia). Els seus germans van rebre també territoris:
- Menteşeli Musa, a Pedjin, Balat i Milas
- Menteşeli Mehmet, a Muğla i Çine

El 1365 els atacs de Menteşeli Ahmet contra vaixells que anaven de Rodes a Xipre, va provocar un contraatac del rei Pere I de Xipre que amb la seva flota va atacar la costa del beylik d'Aydin-oğlu i del beylik de Menteşe-oğlu, però els venecians, per temor a la sort dels seus nacionals residint a Milet i a Ayasoluk, no van donar suport a l'atac.
Musa va morir el 1375 i els seus dominis haurien anat als altres germans però de fet és Ahmet, el petit, el que apareix tant a Beçin (Pedjin) com a Balat (Milet) i a Milas, en diversos moments. El 1389 apareix governant Balat (Milet) el fill de Mehmet, Ghiyath al-Din Mahmud, encara vivint el seu pare (contra el que potser estava revoltat), però enfrontat al seu germà Menteşeli İlyas; va perdre la guerra i es va refugiar en territori otomà. El mateix 1389, després de la batalla de Kosovo, Baiazet I va pujar al tron otomà. Mehmet i el seu fill İlyas van fer aliança amb el Beylik de Karaman-oğlu contra el nou sultà otomà el qual va ocupar Muğla, Çine i Balat el 1390, però els territoris d'Ahmet (Beçin i Milas), per l'accidentat del seu terreny, no foren conquerits de moment. Mehmet i İlyas van fugir al territori dels jandàrides a la costa de la mar Negra.
Ahmet va morir el juliol de 1391. En una segona campanya otomana el 1391 o 1392 Beçin i Milas foren ocupats pels otomans. Entre la mort d'Ahmet i la conquesta otomana devia governar un fill d'Ahmet, però cap nom ha quedar registrat.